# John C. Bell
John C. Bell (18 de febrero de 1796-10 de septiembre de 1869) fue un político, abogado y terrateniente esclavista estadounidense.

## Primeros años
Bell nació en una pequeña aldea cerca de la ciudad de Nashville, en el Estado de Tennessee. Era hijo del granjero Samuel Bell y de Margaret Bell; su padre era agricultor y herrero.
John Bell estudió Derecho en la Universidad de Cumberland, en Tennessee; se graduó en 1814 y lo admitieron en la Barra de Abogados (equivalente a un Colegio de Abogados) de Tennessee en 1816. En 1817 fue elegido senador del Senado de la Asamblea General de Tennessee (Asamblea Legislativa estatal o regional); como candidato del Partido Demócrata-Republicano. Estuvo en el puesto un solo período porque rehusó postularse a la reelección.
En 1826 fue elegido Representante (diputado) a la Cámara de Representantes del Congreso de los Estados Unidos por el 7.º distrito congresional del Estado de Tennessee; fue reelegido varias veces y por eso permaneció en el Congreso como representante desde el 4 de marzo de 1827 hasta el 4 de marzo de 1841 (en total fue elegido para siete períodos consecutivos).
Desde 1827 y hasta 1835 Bell fue miembro del Partido Demócrata, ya que era un ferviente partidario del general Andrew Jackson (fundador del Partido Demócrata y Presidente de los Estados Unidos desde 1829 hasta 1837); pero rompió con Jackson debido a la polémica sobre el antiguo Banco de los Estados Unidos y por eso se cambió de partido, uniéndose entonces al Partido Whig de los Estados Unidos (enemigo de los demócratas y de Jackson).
Antes de cambiarse de partido Bell fue elegido el 2 de junio de 1834 Presidente de la Cámara de Representantes de los Estados Unidos (el tercer cargo más importante del país desde el punto de vista constitucional) por la mayoría demócrata; cargo que ocupó hasta el 7 de diciembre de 1835.
El 5 de marzo de 1841 John Bell fue nombrado Secretario de Guerra de los Estados Unidos (cargo equivalente al actual Secretario de Defensa de los Estados Unidos, al menos en lo que se refería al Ejército de tierra estadounidense) por el presidente William Henry Harrison; pero solo estuvo en el cargo hasta el 13 de septiembre de 1841 debido a que renunció en protesta por la posición contraria a las políticas del Partido Whig que adoptó el sucesor de Harrison, John Tyler.
Entonces Bell volvió a Tennessee y se dedicó a la empresa privada, invirtiendo su dinero en ferrocarriles y fábricas industriales. En 1847 regresó a la política siendo elegido Representante (diputado) a la Asamblea General de Tennessee (Asamblea Legislativa estatal o regional de Tennessee).
El 22 de noviembre de 1847 Bell fue elegido Senador de Tennessee al Senado de los Estados Unidos por la Asamblea General de Tennessee; de esta manera llenaba la vacante que había en el cargo desde el 4 de marzo del mismo año.
Al terminar su primer período como senador en 1853, Bell fue reelegido por un segundo período de seis años; lo que le permitió seguir siendo Senador por su Estado al Congreso de los Estados Unidos hasta el 4 de marzo de 1859, cuando terminó este segundo período y fue reemplazado por un nuevo Senador.

## Candidatura presidencial

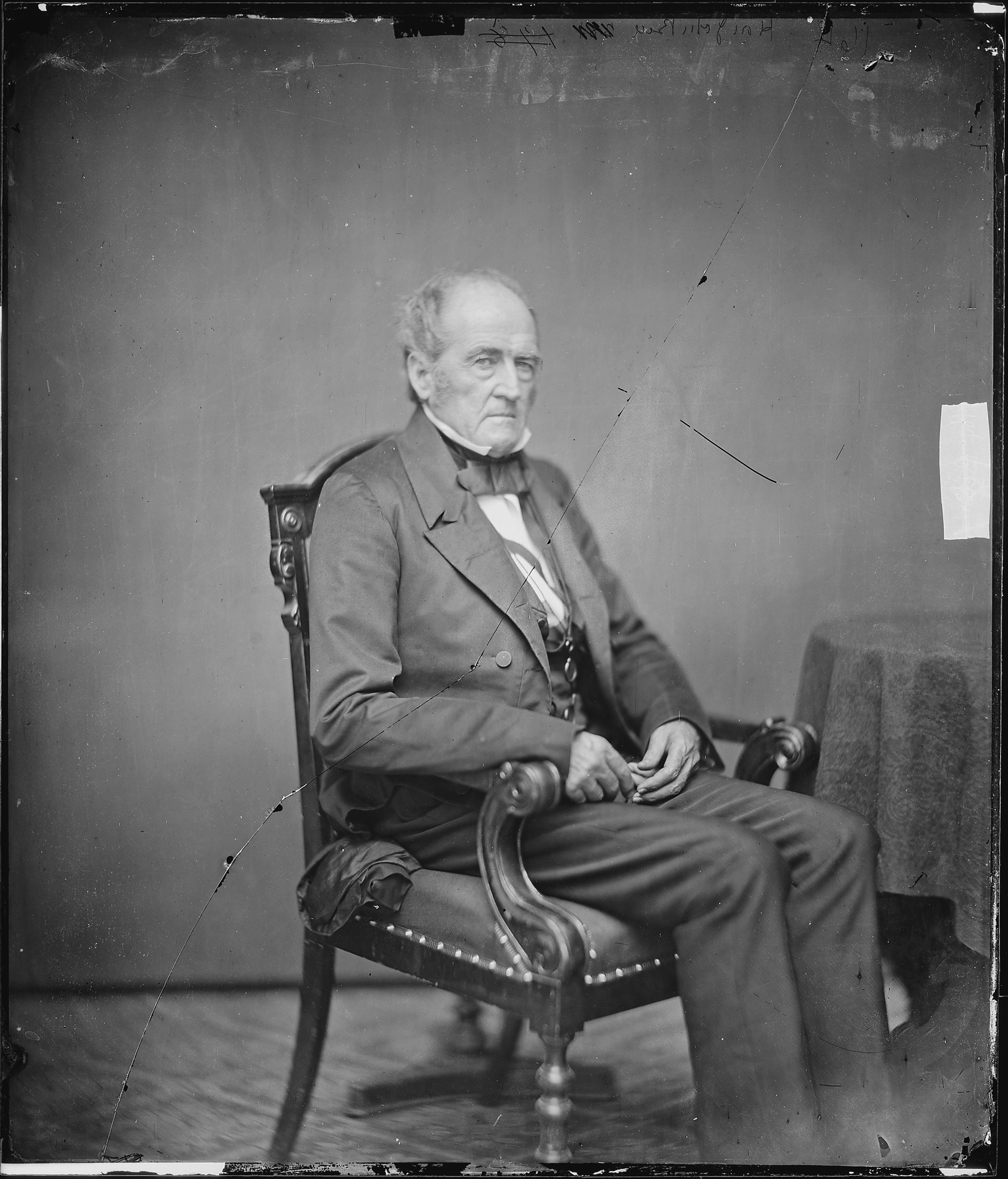
John Bell

Cuando el Partido Whig se desintegró y desapareció en el año 1854, la mayoría de los militantes del partido en los Estados del Norte se unieron para fundar un nuevo partido; el Partido Republicano. Sin embargo, ningún militante del antiguo Partido Whig en los estados del Sur se incorporó al nuevo partido, ya que los whigs sureños rechazaban la ideología antiesclavista del Partido Republicano.
Aunque los whigs del Sur eran menos intransigentes y más dialogantes que los demócratas sureños, de todas maneras eran unos firmes defensores de la institución de la esclavitud de los negros afroamericanos. Por eso se oponían a sus antiguos compañeros de partido del Norte que querían eliminar la esclavitud.
Por esa razón, a partir de 1854 y hasta 1857, Bell fue un parlamentario independiente sin partido aunque se siguiera haciendo llamar Whig (al igual que sus compañeros parlamentarios del Sur que habían sido elegidos por el disuelto partido). En 1857 Bell se incorporó al Partido Americano; que era el nombre formal que había adoptado el movimiento político conocido popularmente como Know Nothing ("No Saber Nada" en idioma español), un movimiento anticatólico y antiinmigrante. Fue parlamentario de ese partido hasta 1859 cuando terminó su período como senador y no fue reelegido.
Ante las elecciones presidenciales del año 1860, un grupo de antiguos whigs del Sur y del Norte (ya que algunos de los whigs norteños no se habían convertido en republicanos por temor a que el antiesclavismo dividiera al país) se reagruparon en un intento por resucitar al viejo partido difunto; y terminaron fusionándose con el Know Nothing o Partido Americano para fundar un nuevo movimiento llamado Partido de la Unión Constitucional. El nuevo partido pretendía ser una opción moderada que se presentaba como alternativa al radicalismo de demócratas y republicanos.
La Convención Nacional del nuevo partido se reunió en la ciudad de Baltimore, en el Estado de Maryland en mayo de 1860 con el propósito de elegir un Candidato Presidencial y un Candidato Vicepresidencial que deberían competir en las elecciones presidenciales de ese año; igualmente la Convención debía diseñar el programa electoral del partido.
John C. Bell se postuló como precandidato presidencial; su principal rival en la elección interna del partido era Sam Houston.
Houston era el héroe que había derrotado a México en la guerra por la Independencia de Texas en 1836; luego había sido Presidente de la República de Texas en dos ocasiones (en el período que Texas fue un país independiente), Senador por ese estado (luego de su incorporación a los Estados Unidos) y para ese momento era el gobernador de Texas (curiosamente Houston había sido el predecesor de Bell en el escaño de Tennessee a la Cámara de Representantes que este ocupó tantos años). En la segunda votación Bell obtuvo los votos de 138 delegados de la Convención y Houston obtuvo 69 votos de delegados; por lo tanto John C. Bell ganó la elección interna y se convirtió en el candidato presidencial del Partido de la Unión Constitucional. La Convención eligió como candidato del partido a Vicepresidente a Edward Everett, un político ex-whig que había sido Gobernador de Massachusetts y Secretario de Estado de los Estados Unidos.
Sin embargo, al principio Houston no aceptó de buena gana su derrota en la elección interna del partido y dos semanas después de la votación decisiva de la Convención presentó su candidatura presidencial independiente. Pero como la mayoría de los unionistas-constitucionales se mantuvieron fieles a Bell y hasta una gran parte de los ex-whigs de Texas decidieron apoyar a Bell y no a Houston; finalmente Houston tomó la decisión de renunciar a su candidatura en agosto de 1860 y apoyar él también a Bell.
En la campaña electoral Bell y su partido defendían una plataforma de compromiso para salvar la Unión del país con el lema "la Unión como es, y la Constitución como es"; otro lema que resumía su plataforma electoral era "la Constitución del país, la unión de los estados, y el cumplimiento de las leyes". Bell se enfrentaba a Abraham Lincoln, candidato del Partido Republicano; a John C. Breckinridge, candidato de los demócratas del Sur (ya que el Partido Demócrata se había dividido entre su ala norteña y la sureña debido al tema de la esclavitud) y Stephen A. Douglas de los demócratas del Norte.
Debido al odio que despertaba en el Sur el Partido Republicano por su oposición a la esclavitud, Lincoln no pudo inscribir su candidatura en 9 Estados del Sur; así que en esos Estados ni siquiera figuraba en las boletas electorales (aunque de todas maneras casi nadie hubiera votado por él). En los pocos Estados del Sur donde sí pudo presentar su candidatura, no se esperaba que obtuviera más que una cifra insignificante de votos. Por otro lado, Breckinridge despertaba una profunda antipatía entre los electores del Norte por su radicalismo en la defensa de la esclavitud (pretendiendo extenderla a los Territorios del Oeste que estaban destinados a convertirse en Estados); así que el demócrata sureño no iba a obtener sino resultados insignificantes en el Norte. Por su parte Bell, aunque no era odiado en el Norte como Breckinridge, tampoco despertaba gran entusiasmo entre los norteños; así que la atípica elección se convirtió realmente en una competencia entre Lincoln y Douglas en el Norte, y otra competencia entre Breckinridge y Bell en el Sur (aunque Douglas tenía cierto apoyo en algunas ciudades del Sur).
Otra particularidad extraña de esta elección es que en tres estados del Norte (Nueva Jersey, Nueva York y Rhode Island) funcionaba una boleta de fusión electoral que unía las candidaturas de Douglas, Bell y Breckinridge en una sola opción electoral de coalición.
Estaba claro que la situación favorecía a Lincoln y su Partido Republicano, que podían obtener la victoria por la división de sus enemigos; consciente de la amenaza para los intereses del Sur, el político sureño Jefferson Davis (futuro Presidente de los Estados Confederados de América) propuso un pacto a Douglas, Breckinridge y Bell para que los tres renunciaran a sus respectivas candidaturas para apoyar a un Candidato de Unidad que pudiera derrotar al republicano Lincoln.
Breckinridge y Bell aceptaron la propuesta, y el candidato a Vicepresidente de la facción demócrata que apoyaba a Douglas igualmente se manifestaba favorable. Pero Douglas se negó tajantemente a renunciar a su candidatura, haciendo imposible el acuerdo; así que los tres antirrepublicanos continuaron con sus candidaturas, dividiendo sus fuerzas. Como ya se mencionó antes, sólo hubo una boleta unida anti-republicana en Nueva Jersey, Nueva York y Rhode Island.

## Derrota electoral
En las elecciones presidenciales celebradas el 6 de noviembre de 1860, se cumplieron los pronósticos y Bell obtuvo malos resultados en todos los Estados del Norte. Incluso en algunos (Míchigan, Minnesota, Nuevo Hampshire y Wisconsin) obtuvo menos del 1% de los votos populares; mientras en otros como Illinois y Iowa apenas sacaba algo más del 1%. En otros Estados norteños obtuvo apenas 2% o un poco más de los sufragios (Connecticut, Maine, Ohio y Pensilvania). En Vermont obtuvo un 4,40% de los sufragios y en Massachusetts, que fue el Estado norteño donde le fue mejor, obtuvo 13,20% de los votos populares quedando de tercero (hay que recordar que su candidato a Vicepresidente había sido Gobernador de ese Estado).
En los Estados del Oeste que ya existían Bell también perdió pero con resultados un poco más respetables que los que obtuvo en la mayoría de los del Norte; un ejemplo fue California donde aunque llegó de último al menos obtuvo un respetable 7,60% de los votos populares.
Bell sólo ganó en tres Estados, todos esclavistas y sureños; se trataba de Kentucky (donde obtuvo 45,20% de los votos populares contra 36,30% del otro candidato sureño Breckinridge), su natal Tennessee (donde consiguió 47,70% contra 44,60% de Breckinridge) y Virginia (donde obtuvo 44,60% contra 44,50% de Breckinridge).
En todos los demás Estados esclavistas o sureños Bell llegó de segundo detrás de Breckinridge (excepto en Misuri donde el primero fue Douglas y no Breckinridge); en algunos la diferencia fue muy estrecha como Maryland donde obtuvo 45,10% contra 45,90% de Breckinridge, o Carolina del Norte donde obtuvo 46,70% contra 50,50% del ganador Breckinridge, o Misuri donde consiguió 35,30% contra 35,50% de Douglas. Pero hubo otros donde perdió por una enorme diferencia como Texas donde obtuvo 24,50% contra 75,50% de Breckinridge, o Florida donde consiguió 36,10% contra 62,20% de Breckinridge.
A nivel nacional Bell obtuvo entre 590.901 y 592.906 votos populares (la pequeña diferencia depende de las diferentes fuentes citadas) equivalentes al 12,62% del total de los sufragios populares emitidos; llegando en cuarto lugar. Pero como las elecciones presidenciales en Estados Unidos son indirectas o de Segundo Grado, y generalmente en cada Estado el ganador del sufragio popular se lleva todos los votos de los Grandes Electores de ese Estado; y como Bell había ganado en tres grandes Estados sureños, obtuvo 39 Electores en el Colegio Electoral quedando así de tercero en la votación de esa instancia, por encima de Douglas. De todas maneras nada pudo evitar la victoria de Lincoln tanto en votos populares como en votos del Colegio Electoral por lo que este se convirtió en presidente electo.

## Gestión para evitar la Guerra Civil y últimos años
Cuando la mayoría de los Estados esclavistas comenzaron a proclamar su Independencia de Estados Unidos como reacción ante la elección de Lincoln y se hizo más grande el riesgo de una Guerra Civil; Bell al igual que otros políticos moderados intentó conciliar y evitar el conflicto armado. Bell al principio se opuso a la separación de su Estado, Tennessee, de la Unión y consiguió frenar la secesión; también Bell viajó a Washington D. C. para reunirse con su excompañero de partido Lincoln (ambos habían pertenecido al Partido Whig) para tratar de encontrar una solución pacífica a la grave crisis política y constitucional. Pero después de la Batalla de Fort Sumter que dio inicio a la guerra de Secesión y el llamado de Lincoln a las tropas para responder al ataque sureño que había desatado esa batalla; Bell tuvo que cambiar de posición y dio su apoyo a regañadientes a la secesión de Tennessee de la Unión estadounidense. Casi de inmediato se retiró de la política con el alma rota y su salud deteriorada por el trágico desenlace de los acontecimientos.
Bell volvió entonces a los negocios e invirtió en salinas e industrias de herrería; adquirió una participación en un horno industrial situado en Charlotte. Pero la sangrienta Guerra Civil daño gravemente sus negocios.
Bell murió el 10 de septiembre de 1869 en su casa a orillas del Río Cumberland cerca de la ciudad de Dover en Tennessee. Fue enterrado en Nashville.